# Wilhelmine Heise

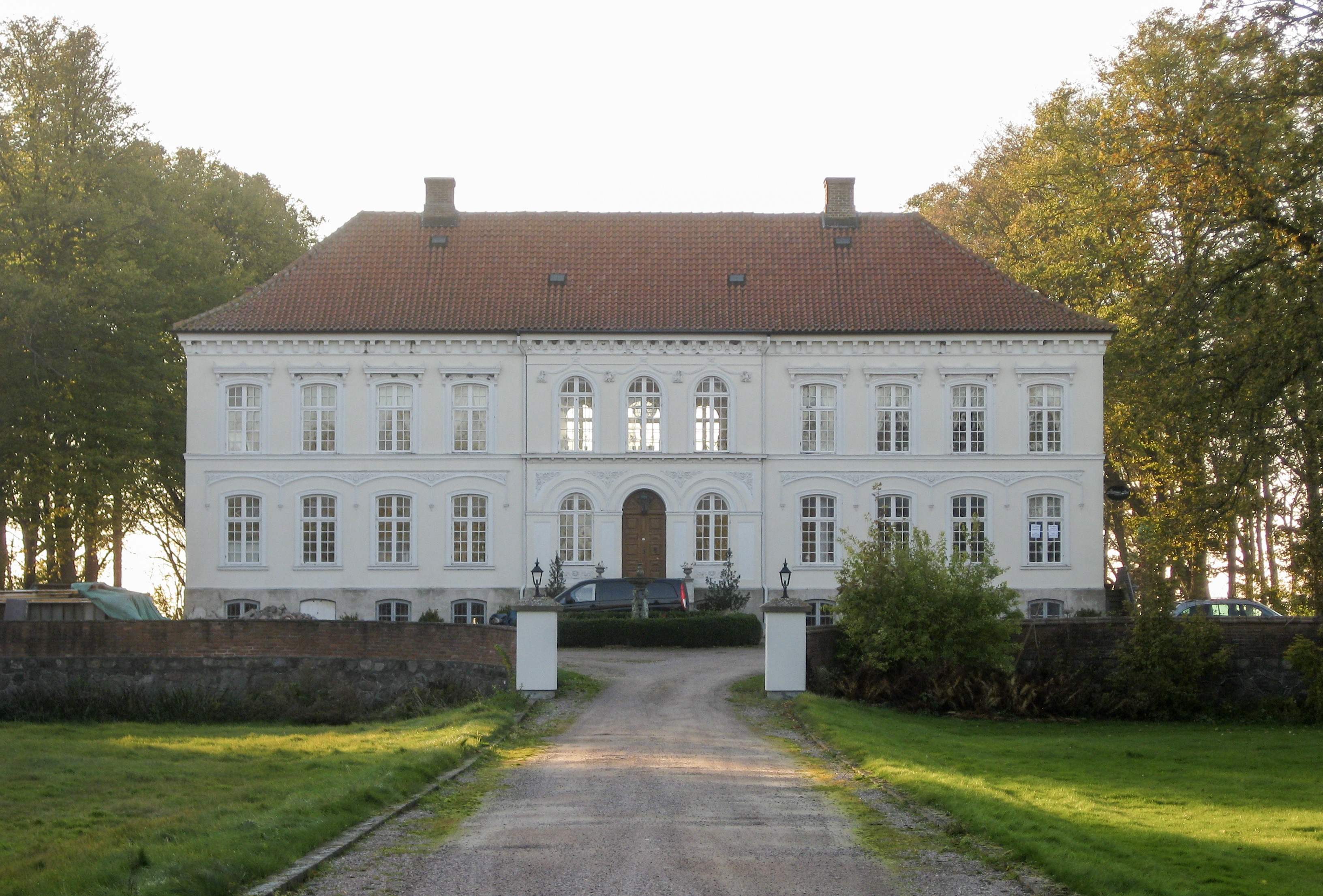
Rydebäcks gård.

Wilhelmine (Ville) Heise, född Hage 8 februari 1838 i Kiel, död 18 april 1912 i Köpenhamn, var en dansk filantrop.
Ville Heise var dotter till Anton Alfred Hage och Wilhelmine Faber (1810–1891). Hon föddes utanför äktenskapet. Hennes mor hade skilt sig 1837. Först 1840, två år efter Villes födelse, kunde Wilhelmine Faber gifta sig med Anton Alfred Hage, vilken adopterade Ville och hennes äldre systrar. Ville växte upp i en rik familj, där fadern drev en framgångsrik handelsrörelse  i kompanjonskap med sin svåger Hans Puggaard. Familjens bostäder, först i Den røde gård vid Torvegade, och senare i Harsdorffs hus vid Kongens Nytorv, var mötesplatser för den köpenhamnska politiska och kultureliten under 1840- och 1850-talen. Ville Hage fick undervisning av diktarprästen Christian Richardt och skådespelarn Anna Nielsen.
Vilhelmine Hage gifte sig 1859 med kompositören Peter Heise, varefter paret några år bodde i Sorø och under perioder i Italien. Peter Heise dog 1879 och paret hade inga barn. 
På initiativ av brodern Johannes Hage köpte hon 1880 Rydebäcks gård söder om Råå i Skåne, Hon satte sig in i jordbruksdrift och drev egendomen med hjälp av en förvaltare. Hon engagerade sig i filantropiska initiativ och öppnade ett konvalescenthem för barn från Köpenhamn och ett vilohem för  äldre kvinnor sommartid. I Snekkersten påbörjade hon på 1890-talet ett filantropiskt projekt som resulterade i tre institutioner med Hans Jørgen Holm som arkitekt: Damehjemmet 1894, Familielyst 1895 för föräldralösa barn och Officersenkehjemmet 1905–1906. 
Med brodern Johannes Hage gick hon med i De danske Armeniervenners komité, som arbetade med att organisera nödhjälp till de kristna armenierna, som utsattes för förföljelse inom det osmanska riket. Organisationen stöttade utsändandet till Armenien av den grundtvigska missionären Karen Jeppe 1903.